# Nuno Gonçalves

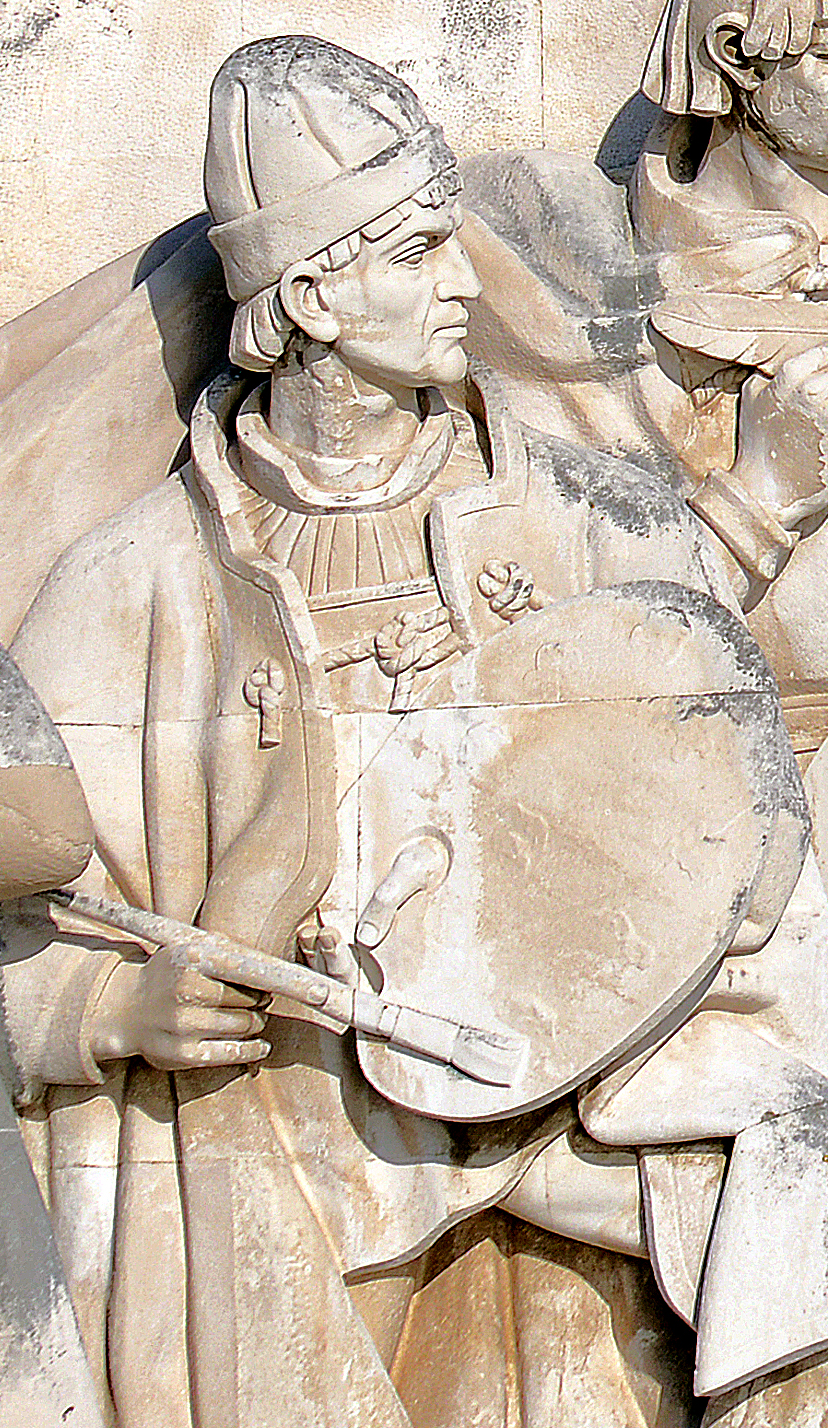
Nuno Gonçalves am Padrão dos Descobrimentos, Belém

Vinzenz-Altar von Nuno Gonçalves, Museu Nacional de Arte Antiga, Lissabon

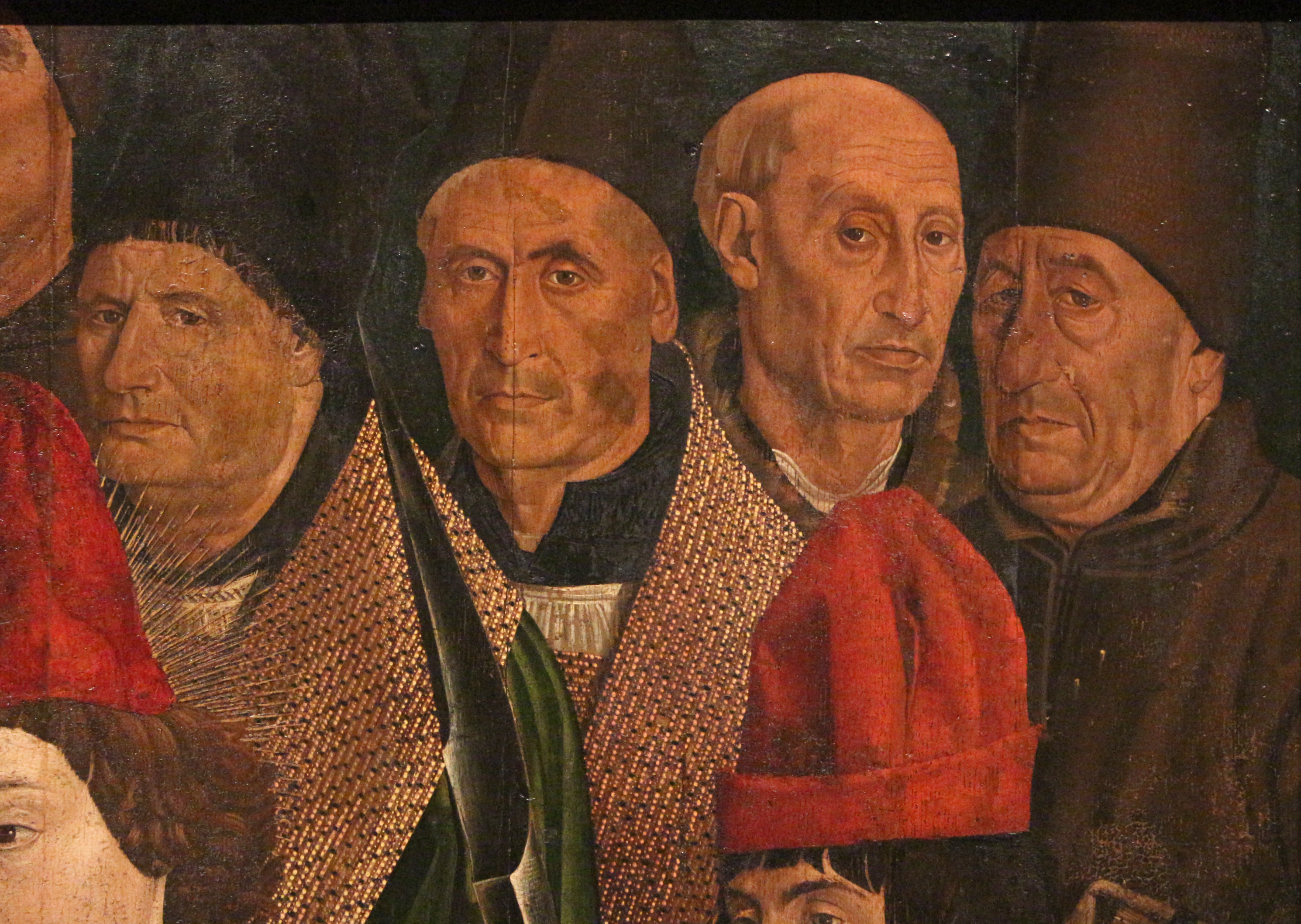
Detail des Flügelaltars, mögliches Selbstbildniss von Nuno Gonçalves, zweiter von rechts.

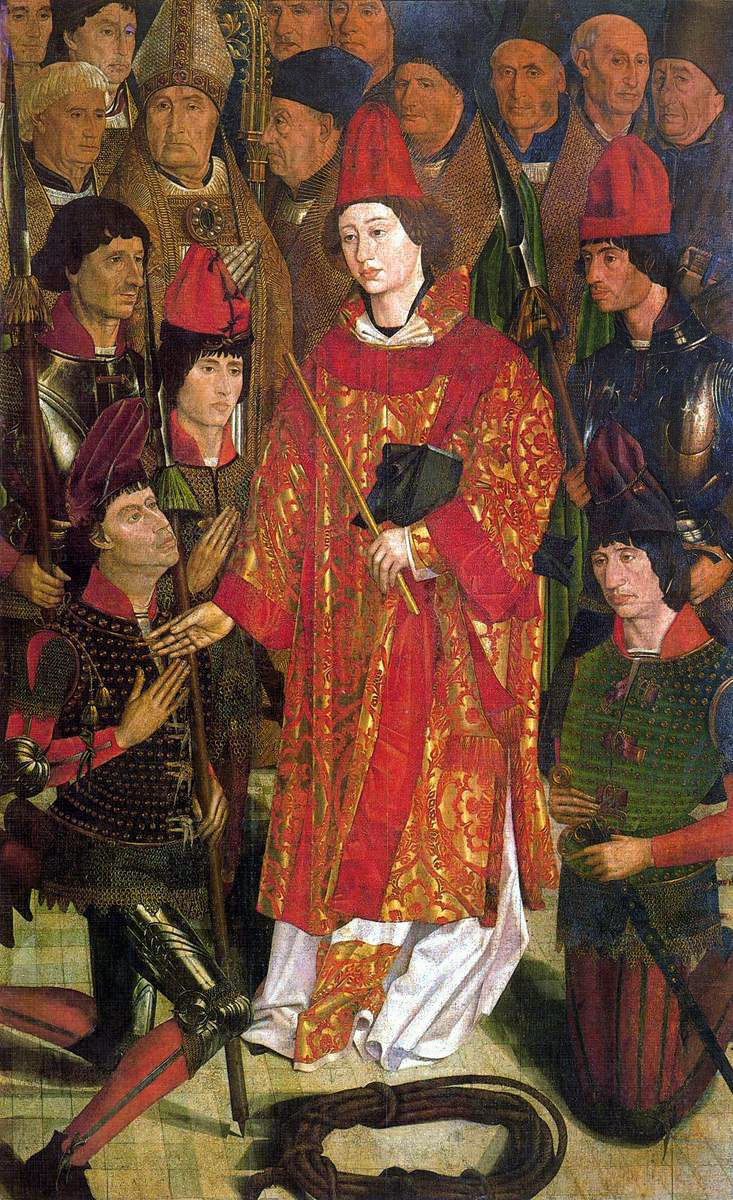
Hl. Vincent, Detail des Flügelaltars, die Gestalt des Heiligen Infanten Ferdinand von Avis, der, als Sohn des Königs João I. und der Königin Filipa von Portugal geboren, den Staatsinteressen geopfert wurde und nordafrikanischen Fès starb.

Nuno Gonçalves (* 15. Jahrhundert; † nach 1490) war ein portugiesischer Maler des 15. Jahrhunderts. Er gilt als der bedeutendste Maler der Renaissance in Portugal.

## Leben
Gonçalves war zwischen 1450 und 1490 aktiv. 1450 wurde er durch König Alfons V. zum Hofmaler ernannt. Über sein weiteres Leben ist wenig bekannt. Als sein bedeutendstes Werk gilt der Flügelaltar Die Anbetung des Heiligen Vinzenz, ein Polyptychon, das sich heute im Museu Nacional de Arte Antiga in Lissabon befindet.
Neben anderen historischen Figuren ist er am Padrão dos Descobrimentos in Belém abgebildet.